# Tuberculatus inferus
Tuberculatus inferus är en insektsart. Tuberculatus inferus ingår i släktet Tuberculatus och familjen långrörsbladlöss. Inga underarter finns listade i Catalogue of Life.